# فهرست مشخصات تحلیلی

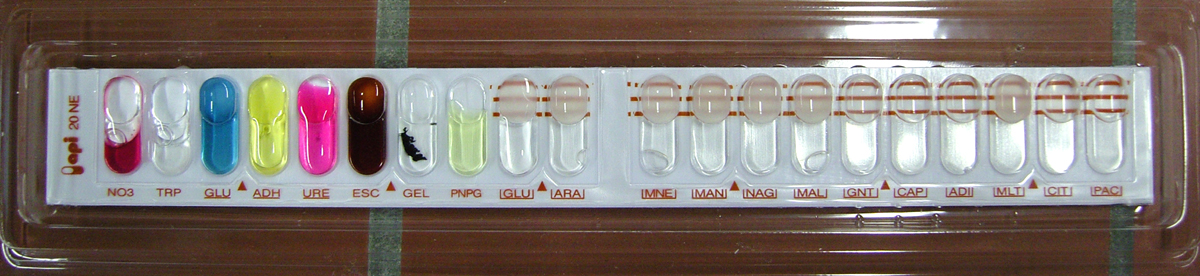
سیستم تشخیص API 20NE پس از ۲۴ ساعت دورهٔ کمون.

فهرست مشخصات تحلیلی یا API یک نوع طبقه‌بندی باکتری‌ها بر اساس آزمایش‌های بیوشیمیایی است که امکان شناسایی سریع را فراهم می‌کند. این سامانه برای شناسایی سریع باکتری‌های عموماً شناخته شده توسعه یافته‌است.